# Coccophagus chengtuensis
Coccophagus chengtuensis är en stekelart som beskrevs av Sugonjaev och Peng 1960. Coccophagus chengtuensis ingår i släktet Coccophagus och familjen växtlussteklar. Inga underarter finns listade i Catalogue of Life.